# Dîhanivka, Horodnea
Dîhanivka (în ucraineană Диханівка) este un sat în comuna Drozdovîțea din raionul Horodnea, regiunea Cernihiv, Ucraina.

## Demografie
Componența lingvistică a localității Dîhanivka
     Ucraineană (94,32%)
     Rusă (3,41%)
     Belarusă (2,27%)
Conform recensământului din 2001, majoritatea populației localității Dîhanivka era vorbitoare de ucraineană (94,32%), existând în minoritate și vorbitori de rusă (3,41%) și belarusă (2,27%).